# Стрельба из лука на летних Олимпийских играх 1900 — шапеле, 50 метров
Соревнования по стрельбе из лука в классе «Шапеле» на 50 метров среди мужчин на летних Олимпийских играх 1900 прошли примерно с 27 мая по 14 августа. Приняли участие неизвестное количество спортсменов из трёх стран (скорее всего участвовали представители Нидерландов).
Вначале прошла квалификация, результаты которой неизвестны, а затем финал с участием шести спортсменов.

## Призёры
| Золото             | Серебро          | Бронза               |
| Эжен Мужен Бельгия | Анри Эль Франция | Эмиль Мерсье Франция |

## Соревнование
| Место | Спортсмен                | Результат  |
| ----- | ------------------------ | ---------- |
| 1     | Эжен Мужен (FRA)         | Неизвестен |
| 2     | Анри Эль (FRA)           | Неизвестен |
| 3     | Эмиль Мерсье (FRA)       | Неизвестен |
| 4     | Хуберт ван Иннис (BEL)   | Неизвестен |
| 5-6   | 2 неизвестных спортсмена | Неизвестен |